# Žibuntas Mikšys
Žibuntas Mikšys (* 12. Dezember 1923 in Kaunas; † 16. November 2013 in Paris) war ein litauisch-amerikanischer Grafiker und Autor, der nach dem Zweiten Weltkrieg im westeuropäischen und amerikanischen Exil lebte.

## Leben
Žibuntas Mikšys wurde am 12. Dezember 1923 in Kaunas geboren. Seine Mutter war die Schauspielerin und Regisseurin Zuzana Arlauskaitė-Mikšienė. Er lernte die künstlerischen Grundlagen von dem Bildhauer Alfonsas Janulis am Jesuitengymnasium in Kaunas. Im Juli 1944 verließ die Familie Kaunas und siedelte nach Wien über. Als sich die Rote Armee Österreich näherte, floh sie im Februar 1945 weiter nach Deutschland. Von 1946 bis 1949 studierte er an der Akademie der Bildenden Künste Nürnberg und der Akademie der Bildenden Künste Stuttgart. Zudem lernte er Theaterregie an der Schauspielschule von Kunibert Gensichen. Im Herbst 1949 emigrierte Mikšys in die Vereinigten Staaten von Amerika, wo er in Detroit, Chicago und New York City lebte. Im Jahr 1955 erhielt er die amerikanische Staatsbürgerschaft, war jedoch nicht sehr stark an das Land gebunden.
Ab 1962 lebte Mikšys in Paris. Von 1965 an stellte er regelmäßig international aus, seit 1974 auch in seinem Geburtsland. Er arbeitete im aqua fortis studio von Johnny Friedlaender, lehrte graphische Künste und schuf seine eigenen Werke vor allem in seiner Freizeit. Von 1979 bis 1988 unterrichtete Mikšys litauische Sprache und Geschichte am Institut national des langues et civilisations orientales. Darüber hinaus wurde er 1999 Vorsitzender des Rates und Vorstand der Litauischen Gemeinde in Frankreich.

## Werk und Wirken
Mikšys schuf Linolschnitte, Radierungen und Lithographien. Oftmals wurde er durch Dichtung oder das Theater zu seinen Werken angeregt. Der Stil seiner Linolschnitte wird durch markante Linien gekennzeichnet. In ihnen verwendete er oftmals Buchstaben, durch deren graphische Verwendung er laut Erika Grigoravičienė der Künstler Poesie zum visuellen Ausdruck bringen wollte. Die Radierungen werden hingegen von feineren, anmutigen Linien und subtilen Tonabstufungen bestimmt. Ab 1948 schuf er seine charakteristischen Linolschnitte, die er zum Teil in Zyklen zusammenfasste. Von Mikšys wurden über 100 Exlibris, Miniaturen und Vignetten geschaffen. Zudem fertigte Mikšys Collagen an, in denen er Positionen und literarische Texte anderer Autoren rezipierte, führte Tagebuch und korrespondierte mit zahlreichen Litauern. Er ließ der Grafikabteilung der Bibliothek der Universität Vilnius Bände zukommen. Eines der bedeutendsten Konvolute in Mikšys Schaffen bilden die Blätter seiner zehnjährigen Auseinandersetzung mit Georb Büchners Lustspiel Leonce und Lena, zu dem er 1952 und 1953 in Chicago eine Serie von Lithographien anfertigte und 1964 bis 1973 in Paris Radierungen folgen ließ.
1982 publierte Mikšys unter dem Pseudonym Jean-Pierre Methanon im Verlag der französisch-litauischen Gemeinschaft das Buch La Lithuanie. Pays entre deux Mondes (Litauen. Land zwischen zwei Welten).
Aufgrund der Bemühungen und Kontakte Mikšys sind die Nachlässe des Historikers Jonė Deveikė Navakas, des karaitischen Forschers Simonas Šišmanas und von Ona Šimaitė, einer ehemaligen Mitarbeiterin der Universität, die während des Zweiten Weltkrieges verfolgten Juden geholfen hatte, in den Besitz der Bibliothek der Universität Vilnius übergegangen.

## Rezeption
„Die Arbeit des Künstlers zeigt deutlich eine lyrisch sensible Natur, seinen Wunsch, die Menschenwürde und die Treue zum romantischen Ideal der ‚ewigen Jugend‘ überall und jederzeit zu bewahren. In vielen seiner Werke bringt der Künstler heimlich oder offen seine Liebe zu einer etwas mythologisierten Heimat zum Ausdruck, ohne dabei zu vergessen, dass er ein alter Pariser ist. Aus Litauen stammende und mit Paris verwandte Künstler (Neemija Arbitblatas, Vytautas Kasiulis, Žibuntas Mikšys und Antanas Mončys; Anm. v. Vaidotas Žukas) stehen wie ein Schiff zwischen zwei Ufern desselben Flusses, sie gehhören zu beiden Ufern und zu keinem von ihnen, denn tatsächlich gehören sie zu dem alles verschlingenden Strom der Wahrheit und Ewigkeit.“
Algis Uždavinys

„Die Exlibris von Žibuntas Mikšys …  heben sich aus dem Universum der von zeitgenössischen litauischen Künstlern gestalteten Exlibris ab. Seine Exlibris sind einzigartig in ihrer Sensibilität, Transparenz, Klarheit der Botschaft, Eleganz und Plastizität. Inspiration für die Arbeit des Künstlers sind: der Mensch als Wesen, die Welt um ihn herum, Bilder der Natur, Fragmente der Stadt, architektonische Motive, Schriftzüge und Inschriften.“
Jonas Nekrašius